# Gaspar Espinosa de los Monteros
Gaspar Espinosa de los Monteros y Jiménez (Murcia, 1836 - [...?], 1898) fue un compositor y director de música español.
A los diez años empezó sus estudios de solfeo y armonía y a los doce ya compuso un trío para violines y violonchelo. Reveses de la vida lo obligaron a tocar en bandas y orquestas, y a los diecisiete años fue nombrado músico mayor de la banda de música La Artillería. Poco tiempo después se desplazó a Madrid para cursar composición con el maestro Eslava y acabados sus estudios se estableció en Cartagena, donde fue director de la orquesta y maestro de capilla de la iglesia principal, componiendo un gran número de obras profanas y religiosas.
De vuelta a Madrid alcanza gran popularidad, con sus habaneras, pero pronto vuelve a Cartagena, donde fundó la sociedad de conciertos El Orfeón, para la que compuso muchas obras, alcanzando gran renombre como compositor y director, Hizo oposiciones a la plaza de director de la Escuela Provincial de Música del Hospicio, y ganó la plaza. Desde esta época (1878), consagró todo su entusiasmo a la música sinfónica de concierto, y al teatro. Compuso una ópera, La muerte de Garcilaso, libreto de Antonio Arnao, que se estrenó en el Teatro de la Zarzuela, y las zarzuelas, Dar la hora; La del piso cuarto; La perla cubana; Carabanchel llega, y otros más.
En el género sinfónico compuso para orquesta tres sinfonías (en mí, fa y la); una Apertura; varias Fantasías, y algunos Caprichos instrumentales. De entre ellos destaca Moraima, con el que consiguió un éxito grandioso, y se hizo popular en toda España, desde su estreno en los conciertos de la Unión Artística-Musical, en 1885, hasta los principios del siglo XX. Con esta obra Moraima: capricho característico ganó, al frente de la banda del Hospicio de Madrid, el segundo premio y medalla de plata en el concierto musical que la sociedad el gran pensamiento celebró en Madrid en 1887. Mientras se dedicaba a la enseñanza de sus alumnos y a la dirección de la banda, Espinosa tocaba el violín en los teatros e iglesias para cubrir el modesto vivir de su familia.
Además de las obras citadas compuso muchos bailables, pasodobles y marchas, que con la obra religiosa, misas, salves, motetes, letanías, siete palabras y misereres, forman un largo catálogo que da prueba de su laboriosidad y constancia.